# 2-й корпус ПВО (1-го формирования)

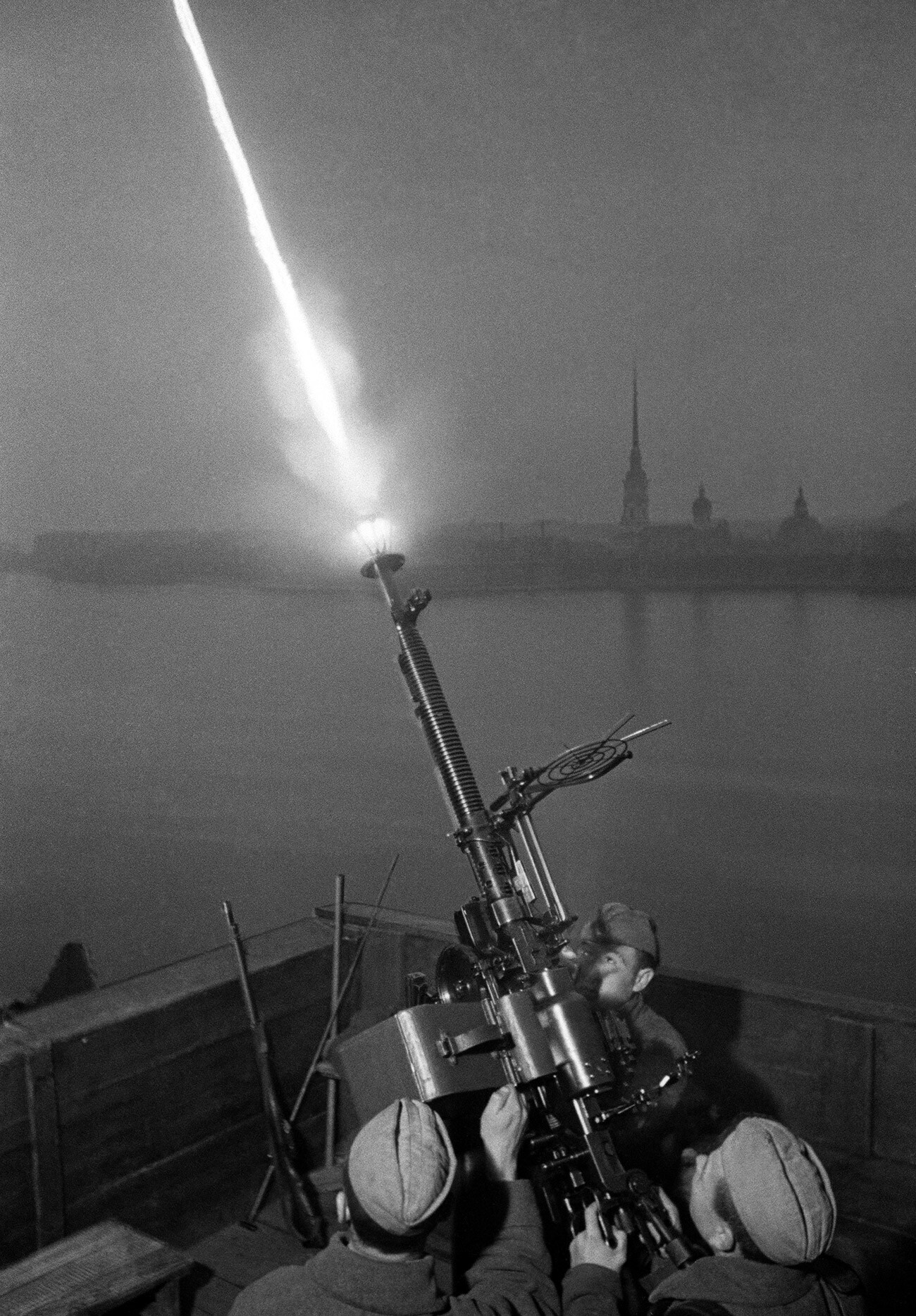
Расчёт сержанта Федора Коноплёва ведет огонь по вражеским самолётам, совершающим налёт на Ленинград.

2-й корпус противовоздушной обороны — формирование (соединение) ПВО СССР до и во время Великой Отечественной войны.

## История
Корпус сформирован в 1937 году для обеспечения противовоздушной обороны Ленинграда. Базировался в Ленинграде и его окрестностях. На начало Великой Отечественной войны входил в состав Северной зоны ПВО, а после её расформирования в августе, находился в подчинении Северного, затем Ленинградского фронтов. В составе действующей армии с 22 июня 1941 года по 9 ноября 1941 года.
К началу войны корпус ПВО имел на вооружении 600 единиц 85-мм и 76-мм зенитных пушек (также в резерве корпуса находилось ещё 246 орудий 76-мм), 94 единицы 37-мм автоматических пушек, 81 крупнокалиберный пулемёт, 141 счетверённую пулемётную установку и 8 радиолокационных станций РУС-1. В черте города находилось 150 аэростатных постов и на подступах к Ленинграду — 178 постов (в период блокады их общее число сократилось до 114). Кроме того, к 24 июня 1941 года корпусом был развёрнут главный пост ВНОС, 16 ротных постов, 263 наблюдательных поста и 23 поста для наведения истребительной авиации, которые располагались на удалении до 140 километров от Ленинграда. К середине сентября на обеспечении Ленинграда осталось 62 действующих поста ВНОС. 2-му корпусу ПВО был оперативно подчинён 7-й истребительный авиационный корпус ПВО, имевший на вооружении 305 истребителей. Также в оперативное подчинение корпусу были переданы 6 полков зенитной артиллерии Балтийского флота.
22 июня 1941 года в 2 часа 30 минут получено телеграфное распоряжение командующего Ленинградским военным округом о развёртывании огневых средств корпуса на постоянных позициях.  В ночь на 23 июня 1941 года две группы немецких бомбардировщиков пытались совершить налет на город со стороны Карельского перешейка. Бомбардировщики шли на малой высоте. После того как они были встречены огнем зенитчиков, они разделились: одна группа пошла на Кронштадт, а вторая группа подвергла бомбардировке военный городок и командные пункты зенитчиков. Зенитчики 2-го корпуса ПВО, сбили над Кронштадтом немецкий самолёт Ju-88.
В начале сентября 1941 года фашисты совершили 23 групповых налета на Ленинград. Основная тяжесть отражения налетов легла на зенитную артиллерию ПВО Кронштадта и Ленинграда. По советским данным, в сентябрьских налетах на Ленинград участвовало 2700 самолётов противника, но в результате активных действий ПВО к городу смогли прорваться 480 немецких самолётов.
Корпус осуществлял противовоздушную оборону Ленинграда вплоть до переформирования. Кроме того, войска 2-го корпуса ПВО использовались для усиления противовоздушной и противотанковой обороны частей РККА под Ленинградом. Уже 5 июля 1941 года корпус выделил 100 зенитных орудий с лучшими расчётами, которые заняли позиции в противотанковых районах на подступах к городам Гатчина, Пушкин, Красное Село. В конце июля 1941 года из каждой батареи полков, прикрывавших Ленинград с севера и востока, дополнительно отправили по одному 85-мм орудию для противотанковой обороны (всего 60 орудий). В августе 1941 года корпус сформировал четыре зенитных артиллерийских дивизиона, которые были направлены на противотанковую оборону на южные подступы к Ленинграду. Из подразделений ВНОС 1500 человек послужили базой для формирования 10-й стрелковой бригады.

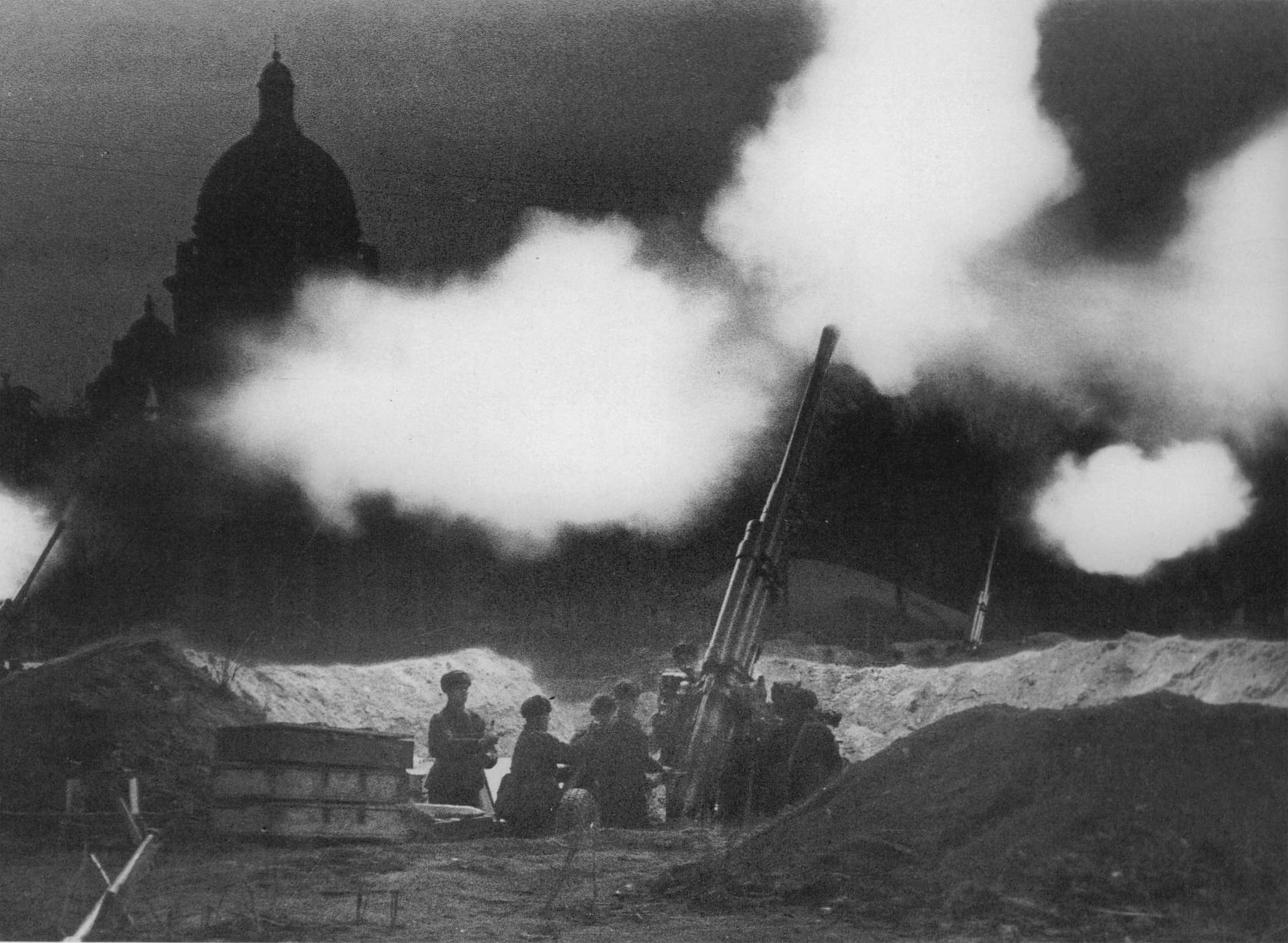
Зенитные орудия возле Исакиевского собора.

Когда немецкие войска подошли вплотную к городу и взяли его в кольцо блокады, корпус был вынужден размещаться на территории города. Большое количество зенитных батарей находилось на огневых позициях внутри города. Так, батареи располагались на площади Декабристов у памятника Петру I, на Марсовом поле, у Смольного; батареи малокалиберной артиллерии размещали прямо на крышах домов.
На основании постановления Государственного Комитета Обороны от 9 ноября 1941 года корпус ПВО был реорганизован в Ленинградский корпусной район ПВО, командующим которым стал генерал-майор береговой службы Зашихин Г. С., военным комиссаром — полковой комиссар Иконников А. А., начальником штаба — подполковник Рожков П. Ф.

## Зенитно-артиллерийские войска
В состав 2-го корпуса ПВО в начале войны входили шесть зенитных артиллерийских полков среднего калибра, один отдельный зенитный артиллерийский дивизион среднего калибра и один зенитный пулеметный полк.
До войны группировка зенитной артиллерии среднего калибра занимало круговую оборону с усилением на направлениях, которое командование 2-го корпуса ПВО считало наиболее опасным. В первые недели войны было усилено западное направление путем постановки восьми батарей на баржах в Финском заливе, а также расширили зону огня в северной части города с целью прикрытия наиболее важных аэродромов.
С началом блокады города ряд зенитных батарей южного и юго-западного секторов пришлось переместить на новые позиции и снять зенитные батареи стоящие на баржах в Финском заливе, т.к. они оказались в зоне артиллерийского огня противника. В результате к октябрю 1941 года зона зенитного огня обороны Ленинграда на юге и юго-западе значительно сократилась. На западном и юго-западном направлениях глубина зоны огня составляла всего 17-18 км от города, с юга 27 км, а на остальных направлениях 26-28 км.
Зенитная артиллерия малого калибра прикрывала наиболее важные объекты внутри города. Орудия устанавливали на крышах зданий на специально оборудованных площадках. Зенитные батареи малого калибра были установлены по всему городу, что затрудняло управление ими. В сентябре 1941 года их оперативно подчинили командиру зенитного пулеметного полка, а в феврале 1942 года свели в отдельный зенитный артиллерийский полк малого калибра.
Основная часть зенитных пулеметов находилась на прикрытии огневых позиций зенитных батарей среднего калибра от низколетящих самолётов. Остальные пулеметы входили в состав зенитного пулеметного полка и выполняли задачи по обороне промышленных объектов города, они, как и зенитные орудия малого калибра, стояли на крышах зданий.
Зенитчики своим огнем вынуждали вражеские бомбардировщики действовать с больших высот и сбрасывать бомбы без прицеливания. Многие зенитные части и подразделения, отражая налеты фашистской авиации, сбили большое количество вражеских самолётов.
Решающую роль в отражении налетов на Ленинград в октябре — декабре 1941 года играла зенитная артиллерия. Но в это время сложилась критическая ситуация с боеприпасами. Поступление снарядов в ходе боевых действий не покрывало их расходов. Командование было вынуждено принимать чрезвычайно иные меры по экономии боеприпасов.
Осажденный Ленинград с сентября 1941 года оказался в очень тяжёлых условиях. Доставка продовольствия, боеприпасов, грузов и эвакуация населения могло производиться только через Ладожское озеро. До октября противовоздушная оборона береговых объектов Ладожской трассы осуществлялась только зенитной артиллерией и зенитными пулемётами.
С началом действия ледовой трассы через Ладогу потребовалось расположить зенитные артиллерийские средства на льду. Зенитная артиллерия среднего калибра прикрывала объекты на берегу озера, а для прикрытий ледовой трассы использовали орудия малой зенитной артиллерии и зенитные пулемёты.
Зенитчикам и пулемётчикам, прикрывавшим ледовую трассу, пришлось в условиях суровой зимы в течение нескольких месяцев непрерывно находиться на льду озера. Жильём для них служили ледяные домики, палатки и домики из утепленных фанерных щитов. Вблизи огневых позиций располагались автотранспорт и кухни. Все эти сооружения необходимо было тщательно маскировать. Несмотря на все лишения, трудности зенитчики и пулеметчики, прикрывавшие ледовую трассу, мужественно сражались с фашистами.

## Аэростаты воздушного заграждения
Ленинградские ПВО уже имели опыт использования аэростатов заграждения во время советско-финляндской войны. С началом войны[какой?] полки аэростатов заграждения Ленинграда имели в развернутом боевом состоянии 297 постов, у которых имелось 145 ед. аэростатных систем тандемов и 152 ед. одиночных аэростатных заградительных систем. Полный состав поста 12 человек - десять рядовых, моторист и командир.
В состав 2-го корпуса ПВО входили 3-й и 4-й полки аэростатных заграждений. Для защиты стратегически важных объектов Ленинграда было сформировано ещё три маневренных отряда, состоящих из 27 постов. Посты аэростатов заграждения, размещенные в шахматном порядке, прикрывали территорию города и подходы к нему, часть Финского залива, Морской канал, воздушные подступы к Кронштадту. Расстояние между постами по фронту и в глубину составляло около километра. Посты также были установлены на территориях промышленных предприятий, городских площадях, припортовых площадках, скверах и дворах домов. Один из постов разместили на баржах, которые закрепили на якорях, в Финском заливе. Каждый пост имел два одинаковых аэростата, которые поднимали в воздух поодиночке или тандемом, вытягивая трос с автомобильной лебедки. Одиночный аэростат поднимался на высоту 2-2,5 км, верхний аэростат тандема на высоту 4-4,5 км. При столкновении с тросом аэростата заграждения крыло самолёта сминалось и самолёт переворачивался, кроме того на каждом тросе крепились мина, взрывавшаяся при столкновении с самолётом. Система аэростатов заграждения была нацелена на лишение противника возможности бомбардировки или штурмовки на малых высотах, где точность значительно выше чем при работе с больших высот.
Стратегически важное значение для блокадного Ленинграда имела «Дорога жизни» через Ладожское озеро. Из состава 2-го корпуса ПВО на ладожскую трассу был выделен отряд аэростатов заграждения в 21 пост. Аэростатчики весь зимний период жили в палатках, и поднимали аэростаты в воздух прямо с ледяного поля вдоль всей трассы.
Аэростаты заграждения поднимались на защиту Ленинграда более 70 тысяч раз и находились в ночном небе около 700 тысяч часов. Трансляция Седьмой симфонии Шостакович была проведена с помощью кабель-антенны, поднятой аэростатом заграждения. В дальнейшем радиостанция с такой антенной обеспечивала резервную связь командования фронта со Ставкой, а основная осуществлялась через подводный кабель.

## Прожекторные войска
Прожекторные полки внесли большой вклад в отражении ночных налетов на город. Благодаря прожекторам зенитчики вели более точный огонь. В состав 2-го корпуса ПВО входили два прожекторных полка. Полки делились на роты, которые имели в своем составе девять прожекторов и три звукоулавливателя.
На подступах к Ленинграду была создана зона зенитного огня и её световое обеспечение. 2-й и 24-й зенитно-прожекторные полки создавали световое прожекторное поле глубиной до 20-30 км.

## Войска ВНОС (воздушного наблюдения, оповещения и связи)
В состав 2-го корпуса ПВО входили 2-й полк ВНОС и 72-й отдельный радиобатальон ВНОС. В первые месяцы войны основой службы ВНОС были посты визуального наблюдения. Была создана полоса предупреждения и сплошное поле наблюдения. Полоса предупреждения ВНОС находилась в 120-140 км от Ленинграда и проходила от Финского залива до Ладожского озера. На севере и западе посты предупреждения располагались вдоль границы с Финляндией. Сплошное поле наблюдения было создано вокруг Ленинграда и представляло собой четыре-пять концентрических колец постов ВНОС. Внешний обвод сплошного поля наблюдения проходил на удалении 60-70 км от города, а внутренний обвод на удалении 25-30 км. Восемь радиолокационных установок были развернуты за месяц до начала войны и образовывали три линии радиообнаружения воздушного противника.
К середине сентября линия фронта передвинулась вплотную к городу и прежняя система службы ВНОС перестала существовать. Осталось всего 62 действующих поста ВНОС. Основным средством наблюдения за воздушной обстановкой стали радиолокационные установки РУС-2, которые обеспечивали обнаружение вражеских самолётов на дальности 100-140 км. Наблюдательные посты ВНОС превратились в средство уточнения данных радиолокаторов на ближних подступах к городу.
Во время массированных бомбардировок Кронштадтской военно-морской базы с 21 по 23 сентября 1941 года, приближение германских самолётов заблаговременно обнаруживалось с помощью радиолокаторов РУС-2. Это позволило ПВО подготовиться к отражению налётов и уменьшить тяжесть их последствий.

## Состав
- управление (штаб)
- 115-й зенитный артиллерийский полк
- 169-й зенитный артиллерийский Красносельский дважды Краснознамённый полк
- 189-й зенитный артиллерийский полк
- 192-й зенитный артиллерийский Краснознамённый полк
- 194-й зенитный артиллерийский полк
- 351-й зенитный артиллерийский Краснознамённый полк
- 2-й зенитный пулемётный полк
- 2-й полк ВНОС
- 9-я отдельная рота ВНОС
- 72-й отдельный Краснознамённый радиобатальон ВНОС
- 2-й прожекторный полк
- 24-й прожекторный полк
- 84-й отдельный батальон связи
- 3-й полк аэростатов воздушного заграждения
- 4-й полк аэростатов воздушного заграждения
- 11-й полк аэростатов воздушного заграждения
- 20-й отдельный зенитный артиллерийский дивизион (c конца июня 1941)
- 133-й отдельный зенитный артиллерийский дивизион (январь-февраль 1942)
- 251-й отдельный зенитный артиллерийский дивизион (февраль-апрель 1942)
- 7-й истребительный авиационный корпус — в оперативном подчинении

## В составе
| Дата       | Фронт (округ)       | Армия | Примечания |
| ---------- | ------------------- | ----- | ---------- |
| 22.06.1941 | Северный фронт      | -     | -          |
| 01.07.1941 | Северный фронт      | -     | -          |
| 10.07.1941 | Северный фронт      | -     | -          |
| 01.08.1941 | Северный фронт      | -     | -          |
| 01.09.1941 | Ленинградский фронт | -     | -          |
| 01.10.1941 | Ленинградский фронт | -     | -          |
| 01.11.1941 | Ленинградский фронт | -     | -          |
| 01.12.1941 | Ленинградский фронт | -     | -          |
| 01.01.1942 | Ленинградский фронт | -     | -          |
| 01.02.1942 | Ленинградский фронт | -     | -          |
| 01.03.1942 | Ленинградский фронт | -     | -          |
| 01.04.1942 | Ленинградский фронт | -     | -          |